# Xã Thornfield, Quận Ozark, Missouri
Xã Thornfield (tiếng Anh: Thornfield Township) là một xã thuộc quận Ozark, tiểu bang Missouri, Hoa Kỳ. Năm 2010, dân số của xã này là 570 người.